# Reinhold Dieffenbacher
Reinhold Dieffenbacher (* 22. März 1882 in Berlin; † 24. Juli 1966 ebenda) war ein deutscher Maler.
Dieffenbacher gilt als Vertreter der Moderne. Er war auf zahlreichen internationalen und nationalen Ausstellungen der 1920er und 1930er Jahre vertreten, zum Beispiel auf der Großen Berliner Kunstausstellung.
In der Zeit des Nationalsozialismus war Dieffenbacher Mitglied des nazistischen Frontkämpferbunds bildender Künstler und der Reichskammer der bildenden Künste. Für diese Zeit ist seine Teilnahme an 21 Ausstellungen sicher belegt, darunter die Großen Deutschen Kunstausstellungen 1941 und 1942 und die Austauschausstellung 1942 mit je einem Gemälde: Wintertag (1941), Der Abend (1942) und Kalla mit Wintersternchen (1942).
2004 wurden Werke Dieffenbachers in der Ausstellung „Impressionismus in Berlin“ in der Berliner Galerie Barthelmess & Wischnewski gezeigt.